# Distretto di Fularji
Il distretto di Fularji (富拉尔基区S, Fùlā'ěrjī QūP) è un distretto della Cina, situato nella provincia di Heilongjiang e amministrato dalla prefettura di Qiqihar.